# كمال قبيسي
كمال قبيسي لبناني من مواليد بيروت في 8 جويلية 1946 هو صحفي في قناة العربية ومقيم حاليا في لندن. 
حاصل على الجنسيتين البرازيلية والبريطانية، متخصص بالأخبار وبالتحقيقات المستندة إلى حدث وخبر، 
وكتب في السنوات الخمس عشرة الأخيرة حتى العام 2012 ما لا يقل عن ستة آلاف خبر وتحقيق خبري معظمها خاص تقريبا.

## مشواره المهني
بدأ دراسته في بيروت ثم سافر ليدرس الاقتصاد بدءا من 1967 في جامعة بروكسل الحرة في بلجيكا، لكنه لم يكمل تعليمه فيها، فعاد إلى بيروت في أواخر 1968 ليتابع العمل في الصحافة التي لم يمتهن سواها منذ ذلك العام. وهو يتقن خمس لغات: العربية والبرتغالية والإسبانية والإنجليزية والفرنسية، ويعتبر من الصحفيين المحققين والباحثين عن المعلومات من مصادرها الأصلية.
- 1975 عمل كمال قبيسي ببداية حياته الصحفية في مجلة «المصارف» الاقتصادية منذ منتصف الستينات في بيروت ثم هاجر إلى البرازيل في أواخر العام 1975 مع بداية الحرب الأهلية اللبنانية حيث أقام 18 سنة عمل سنوات منها في الصحافة البرازيلية. وفي ساو باولو أصدر كتابا له بعنوان «أسباب الحرب اللبنانية» تم توزيعه بكميات كبيرة بين اللبنانيين بشكل خاص، خصوصا أنهم يزيدون في البرازيل على 6 ملايين نسمة بين مغترب ومتحدر.

- 1993 حين غادر البرازيل أسس نواة مركز اعلامي في بيروت يربط دول أميركا اللاتينية مع إسبانيا والبرتغال بالدول العربية لكنها لم تنجح،

- 1994 توجه إلى لندن حيث كتب سلسلة تحقيقات متنوعة في مجلة المشاهدالسياسي حتى منتصف 1996

- ثم في مجلة المجلة حتى أواخر العام 1998 ثم انتقل منها مباشرة للعمل في جريدة الشرق الأوسط في لندن أيضا حتى بداية العام 2007 حيث انتقل للعمل في محطة العربية بدبي للآن.

## إنجازات
- بداية الثمانينات أسس صحيفة «أخبار الوطن» في ساو باولو وكانت أول صحيفة عربية تصدر يوميا خارج العالم العربي وأوروبا، فلعبت دورا في نقل أحداث الحرب الأهلية اللبنانية لقرائها العرب واللبنانيين في البرازيل والباراغواي والأرجنتين حيث كانت توزع في الأسواق يوميا على المكتبات وأكشاك الصحف، وكانت حتى توقفها عن الصدور بعد نهاية الحرب في العام 1991 من بين المصادر المعروفة للجالية عرب البرازيل الضخمة في البرازيل ودول الجوار.

- شارك بتأسيس «عصبة الأدب العربي» في البرازيل، وكذلك شارك بتأسيس اتحاد المؤسسات العربية- البرازيلية Fearab وهو فرع من اتحاد المؤسسات العربية - الأميركية،

- في البرازيل أسس المركز العربي- البرازيلي للاعلام الاقتصادي Arabras وعنه كان يصدر مجلة «العربي-البرازيلي» بتكليف من وزارة الخارجية البرازيلية التي كانت تقوم بتوزيع أكثر من عشرة آلاف نسخة من المجلة على المؤسسات والهيئات والشركات ورجال الأعمال والتجار والصناعيين والمسؤولين الحكوميين في الدول العربية عن طريق السفارات البرازيلية.

## مؤلفاته
- أسرار الحرب اللبنانية 1976
- رحلتي مع السرطان 2011 [4]

غلاف كتاب لكمال القبيسي

- من بين أشهر مقالاته التي كتبهاأثارت جدلا كبيرا سلسلة مقالات تحت عنوان عرب  تيتانيك المنسيون في الأعماق منذ 100 عام [5] [6]

## وصلات خارجية
- سمير عطا الله لندن: من كمال قبيسي، الشرق الأوسط، 14 مايو 2002